# Wherever I Go
Wherever I Go è un singolo del gruppo musicale statunitense OneRepublic, pubblicato il 13 maggio 2016 come primo estratto dal quarto album in studio Oh My My.
Nel mese di agosto la FIMI certifica il singolo come disco di platino, per tanto è un record in Italia per la band americana ricevere quattro dischi di platino consecutivi preceduti da singoli di successo come Counting Stars, Love Runs Out e I Lived, tutti estratti dal precedente disco Native.

## Video musicale
Il videoclip, diretto da Joseph Kahn, mostra un impiegato coreano (interpretato dall'attore statunitense Kenneth Choi) stanco della sua vita monotona all'improvviso impazzisce e decide di mettere a soqquadro il suo ufficio ballando.
Il 1º luglio è stato pubblicato un secondo video ufficiale che mostra per intero la band che si esibisce.

## Tracce
Download digitale
1. Wherever I Go – 2:49
2. Wherever I Go (Radio Edit) – 3:00
3. Wherever I Go (Danny Dove Club Edit) – 4:57

CD
1. Wherever I Go (Single) – 2:49
2. Wherever I Go (Instrumental) – 2:49

## Formazione
- Ryan Tedder – voce
- Zach Filkins – chitarra acustica, cori
- Drew Brown – chitarra, cori
- Brent Kutzle – basso, cori
- Eddie Fisher – batteria

## Classifiche
| Classifica (2016)                | Posizione massima |
| -------------------------------- | ----------------- |
| Australia                        | 32                |
| Austria                          | 29                |
| Belgio (Fiandre)                 | 16                |
| Belgio (Vallonia)                | 45                |
| Canada                           | 38                |
| Danimarca                        | 3                 |
| Finlandia                        | 14                |
| Francia                          | 78                |
| Germania                         | 33                |
| Irlanda                          | 39                |
| Italia                           | 17                |
| Lettonia                         | 6                 |
| Nuova Zelanda                    | 34                |
| Paesi Bassi                      | 28                |
| Polonia                          | 22                |
| Portogallo                       | 38                |
| Repubblica Ceca                  | 17                |
| Regno Unito                      | 29                |
| Scozia                           | 16                |
| Slovacchia                       | 21                |
| Slovenia                         | 28                |
| Stati Uniti                      | 55                |
| Stati Uniti (adult contemporary) | 19                |
| Stati Uniti (adult pop)          | 11                |
| Stati Uniti (digital)            | 31                |
| Stati Uniti (pop)                | 25                |
| Stati Uniti (radio)              | 23                |
| Svezia                           | 29                |
| Svizzera                         | 29                |
| Ungheria                         | 23                |

### Classifiche di fine anno
| Classifica (2016) | Posizione |
| ----------------- | --------- |
| Italia            | 54        |